# Sean O'Driscoll
Sean O'Driscoll (Wolverhampton, 1º luglio 1957) è un dirigente sportivo, allenatore di calcio ed ex calciatore irlandese, di ruolo centrocampista, direttore sportivo del Weymouth.

## Palmarès

### Giocatore

#### Competizioni nazionali
- Football League Trophy: 1

Bournemouth: 1983-1984
- Third Division: 1

Bournemouth: 1986-1987

### Allenatore

#### Competizioni nazionali
- Football League Trophy: 1

Doncaster: 2006-2007